# Eliomys munbyanus
Eliomys munbyanus is een zoogdier uit de familie van de slaapmuizen (Gliridae). De wetenschappelijke naam van de soort werd voor het eerst geldig gepubliceerd door Pomel in 1856.